# Kalmucken Kavallerie Korps
Il Kalmucken Kavallerie Korps (Corpo di Cavalleria Calmucca), indicato anche come KKK, fu un'unità delle Waffen SS che operò sul fronte orientale nel corso della seconda guerra mondiale.

## Kalmucken Kavallerie Korps
La prima unità calmucca ufficialmente fu il Abwehrtruppe 103, formata nell'autunno del 1942 come formazione di pattuglia e controllo, con funzioni di sicurezza alle dipendenze della 6ª Armata della Wehrmacht.

## Storia
A settembre il comandante della 16ª divisione motorizzata della Wehrmacht dava il suo benestare alla formazione di due squadroni di cavalleria calmucca per operare lungo le linee della suddetta divisione.
Nell'estate seguente furono create sette altre unità calmucche, conosciute poi come Kalmucken Verband Dr. Doll.
Poi per l'aumentare degli effettivi verrà creata una Kalmucken Legion e infine diventerà il Kalmucken Kavallerie Korps (KKK).
Nell'agosto del 1943 il KKK aveva ben 24 squadroni di cavalleria, suddivisa in 4 abteilungen.

## Comandanti

Calmucchi nella Wehrmacht

| Grado          | Nome               | Inizio         | Fine            |
| Sonderführer   | Othmar Rudolf Wrba | ? Ottobre 1942 | ? Luglio 1944   |
| Oberstleutnant | Pipgorra           | ? Agosto 1944  | ? Dicembre 1944 |
| Oberst         | Raimund Hoerst     | ? Gennaio 1945 | ? Maggio 1945   |

## Struttura delKalmucken Kavallerie Korps
| 1.Quartier Generale del KKK | 2. I Abteilung     | 3.II Abteilung     | 4.III Abteilung    | 5.IV Abteilung     | 6.VI Abteilung (dietro le linee nemiche) |
|                             | 2.1. 1º squadrone  | 3.1. 5º squadrone  | 4.1. 3º squadrone  | 5.1. 2º squadrone  | 6.1. 9º squadrone                        |
|                             | 2.2. 4º squadrone  | 3.2. 6º squadrone  | 4.2. 14º squadrone | 5.2. 13º squadrone | 6.2. 10º squadrone                       |
|                             | 2.3. 7º squadrone  | 3.3. 12º squadrone | 4.3. 17º squadrone | 5.3. 19º squadrone | 6.3. 11º squadrone                       |
|                             | 2.4. 8º squadrone  | 3.4. 20º squadrone | 4.4. 21º squadrone | 5.4. 22º squadrone | 6.4. 15º squadrone                       |
|                             | 2.5. 18º squadrone | 3.5. 23º squadrone | 4.5. 25º squadrone | 5.5. 24º squadrone | 6.5. 16º squadrone                       |

## Forza operativa del"Kalmucken Kavallerie Korps"
| organizzazione del "Kalmucken Kavallerie Korps"                       |
| Al 23 maggio 1943 il "Kalmucken Kavallerie Korps" aveva in dotazione: |
| 67 kalmückischen Offizieren                                           |
| 3165 Unteroffizieren und Mannschaften                                 |
| Al 6 luglio 1944 il "Kalmucken Kavallerie Korps" aveva in dotazione:  |
| 147 kalmückische Offiziere,                                           |
| 374 Unteroffiziere                                                    |
| 2917 Mannschaften.                                                    |